# Back to Front Tour
Die Back to Front Tour war eine zweijährige Konzerttournee des britischen Musikers und Komponisten Peter Gabriel, die anlässlich des 25-jährigen Jubiläums seines Albums So stattfand, eine retrospektive Performance, bei der im dritten Set alle Lieder seines 1986 erschienenen Multi-Platin-Albums So nacheinander gespielt wurden. Die Begleitband bestand aus Musikern, mit denen Gabriel 1986–1987 mit der This Way Up Tour auf Tournee war, um die erste Veröffentlichung des Albums So zu unterstützen.

## Hintergrund
Die Tournee begann am 16. September 2012 in Québec City, Kanada und endete am 10. Dezember 2014 in Dublin, Irland. Mehr als 780.000 Besucher sorgten für rund 71 Millionen US-Dollar Umsatzerlöse an 66 Terminen.

## Veröffentlichung
Jeder Abend der Tournee wurde live vom Mischpult aufgenommen und sowohl einzeln auf CD oder als Dateien im WAV-Format auf einem USB-Stick in Form eines Mikrofons als auch als Teil eines Boxsets unter dem Namen Back to Front: Encore Series veröffentlicht. Die Veröffentlichungen waren in limitierter Auflage und ausschließlich über Gabriels offizielle Website erhältlich.
Am 23. Juni 2014 veröffentlichten Real World Records und Eagle Rock Entertainment das Livealbum und den Konzertfilm Back to Front: Live in London, aufgenommen bei den Konzerten in der O2 Arena in London. Am 26. März 2024 wurde die Erstveröffentlichung in 4K für den 10. Mai 2024 angekündigt.

## Setlist
Peter Gabriel spielte während der Tournee neue Originalsongs, O But und What Lies Ahead.
Die Setlist umfasste bei dem Konzert am 13. Oktober 2013 in der Hanns-Martin-Schleyer-Halle in Stuttgart und bei den anderen Konzerten der Tournee folgende Lieder:

### Set 1 – Acoustic
„Aperitif“ (bei eingeschalteter Hallen-Beleuchtung):
1. Oh But (auch als O But oder Daddy Long Legs bezeichnet, am 7. März 2023 veröffentlicht unter dem Namen Playing for Time als Teil des Albums i/o mit voller Band und Orchester-Arrangement)[9][12] oder What Lies Ahead (Herbst 2014)
2. Come Talk to Me
3. Shock the Monkey
4. Family Snapshot (in der Mitte des Stücks geht die Beleuchtung schlagartig aus.[13])

### Set 2 – Electric
„Hauptgang“:
1. Digging in the Dirt
2. Secret World
3. The Family and the Fishing Net oder Darkness (Dezember 2014)
4. No Self Control
5. Games Without Frontiers (nur in Herning und Amsterdam)
6. Solsbury Hill (gespielt nach Washing of the Water bei dem ersten Konzert in Québec City, Kanada)
7. Washing of the Water oder Humdrum (Tour 2012), Why Don’t You Show Yourself (Tour 2013 und 2014)

### Set 3 – Dessert
komplettes Album So:
1. Red Rain
2. Sledgehammer
3. Don’t Give Up (Duett mit Jennie Abrahamson)
4. That Voice Again
5. Mercy Street
6. Big Time
7. We Do What We’re Told (Milgram’s 37)[Anm. 2][14]
8. This is the Picture (Excellent Birds)
9. In Your Eyes

### Zugaben
1. Here Comes the Flood (Mitte 2014 bei elf Konzerten gespielt)
2. The Tower That Ate People
3. Biko

## Mitwirkende

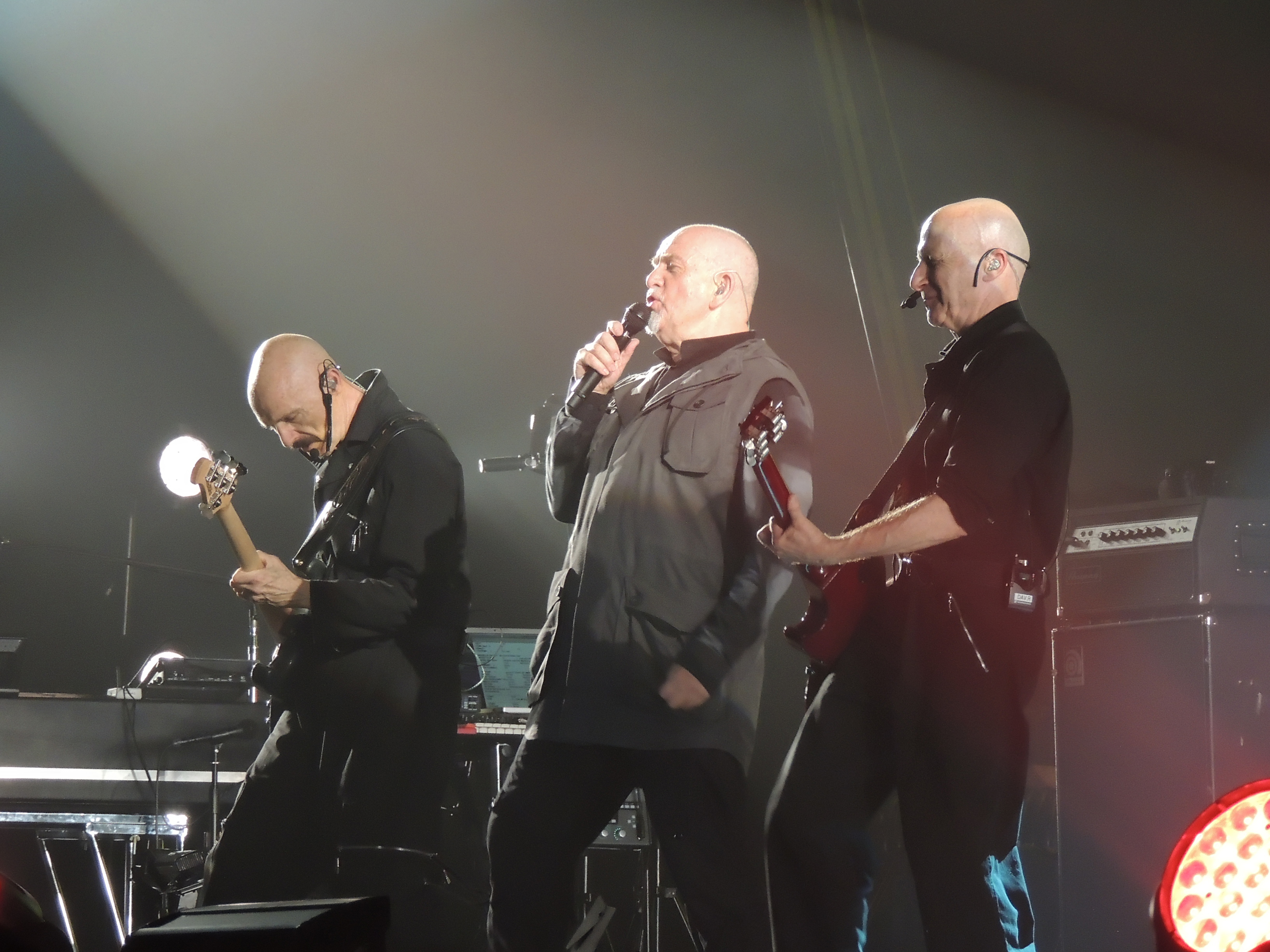
Tony Levin, Peter Gabriel und David Rhodes bei Sledgehammer, 2014

Die Begleitsängerinnen Linnea Olsson und Jennie Abrahamson traten vor dem Hauptkonzert auch als Vorgruppe „Jennie + Linnea“ auf und ersetzten damit die ursprünglich vorgesehene Ane Brun mit ihrer Band.
Der Schauspieler John Cusack trat bei dem Konzert am 6. Oktober 2012 in Los Angeles, USA überraschend für Peter Gabriel in einem Cameo auf und stellte mit einem Ghettoblaster eine Szene aus Say Anything... nach, den er danach Gabriel überreichte In Your Eyes war Teil des Soundtracks des Spielfilms von Cameron Crowe aus dem Jahr 1989.

### Musiker
Bei den Konzerten bestand die Band aus folgenden Mitgliedern:
- Jennie Abrahamson – Begleitgesang, Hauptgesang bei Don’t Give Up, Co-Hauptgesang bei This is the Picture (Excellent Birds), Tamburin, zwölfsaitige Akustische Gitarre
- Peter Gabriel – Hauptgesang, Piano, Keyboard, Tamburin
- Manu Katché – Schlagzeug, Shaker
- Tony Levin – Bassgitarre, Kontrabass, Synthesizer, Begleitgesang
- Linnea Olsson – Begleitgesang, Co-Hauptgesang bei This is the Picture (Excellent Birds),  Synthesizer, Cello
- David Rhodes – E-Gitarre, Begleitgesang
- David Sancious – Keyboards, Akkordeon, Akustische Gitarre

### Technisches Personal
- Rob Sinclair – Lichtdesign
- Dave Taraskevics – Tournee-Management

## Galerie

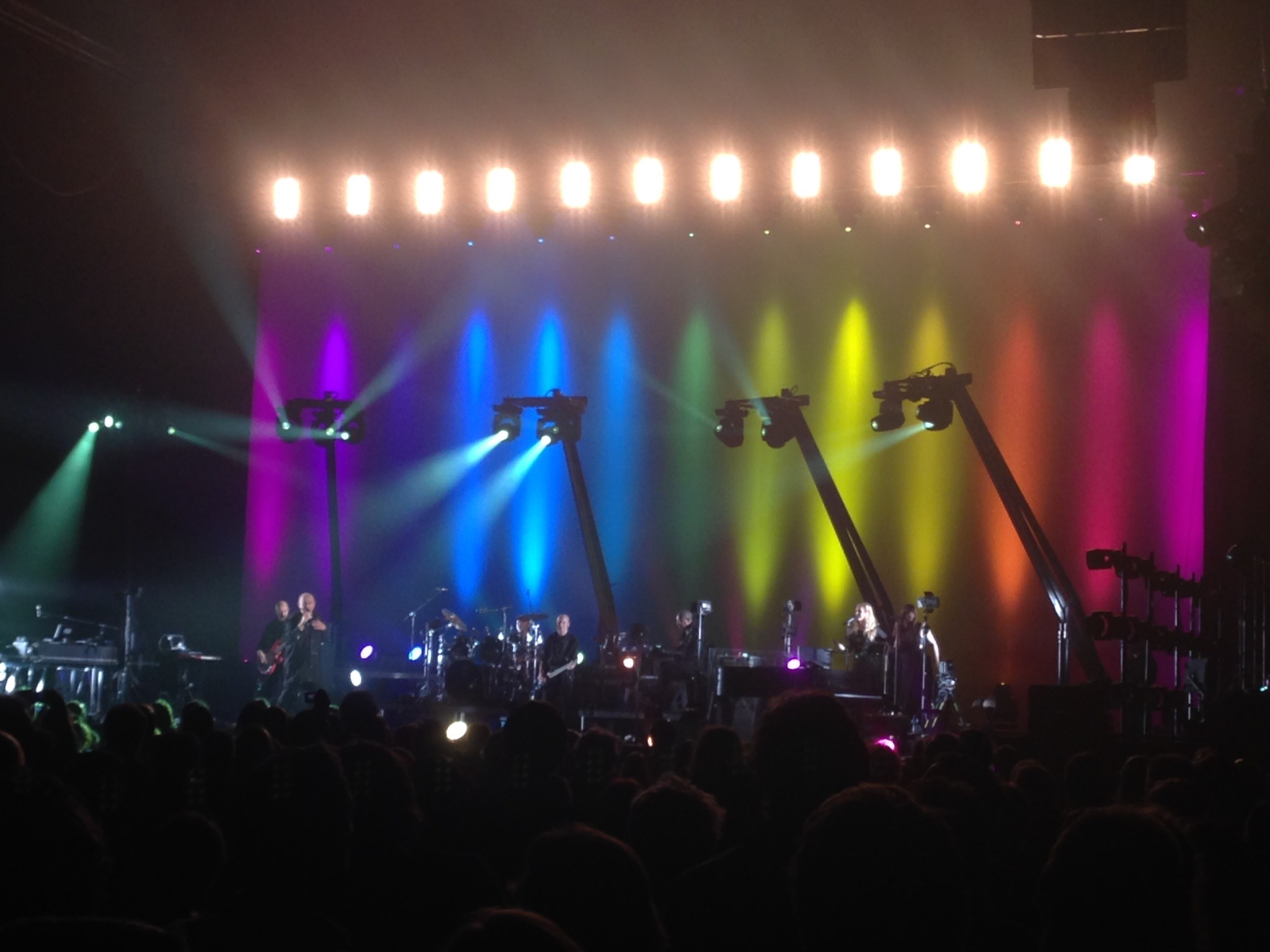
Back to Front Tour, 2013
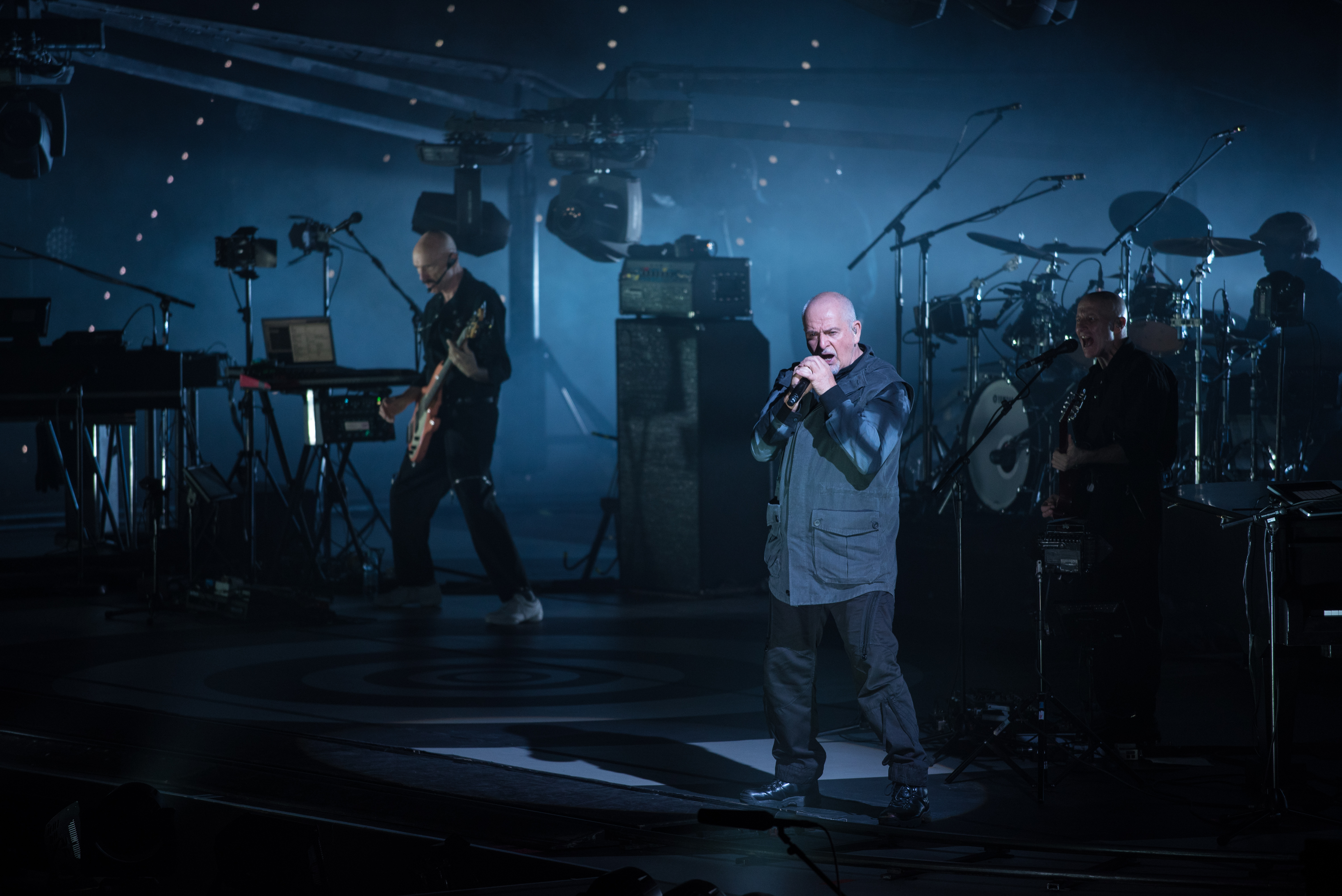
Back to Front Tour, 2014
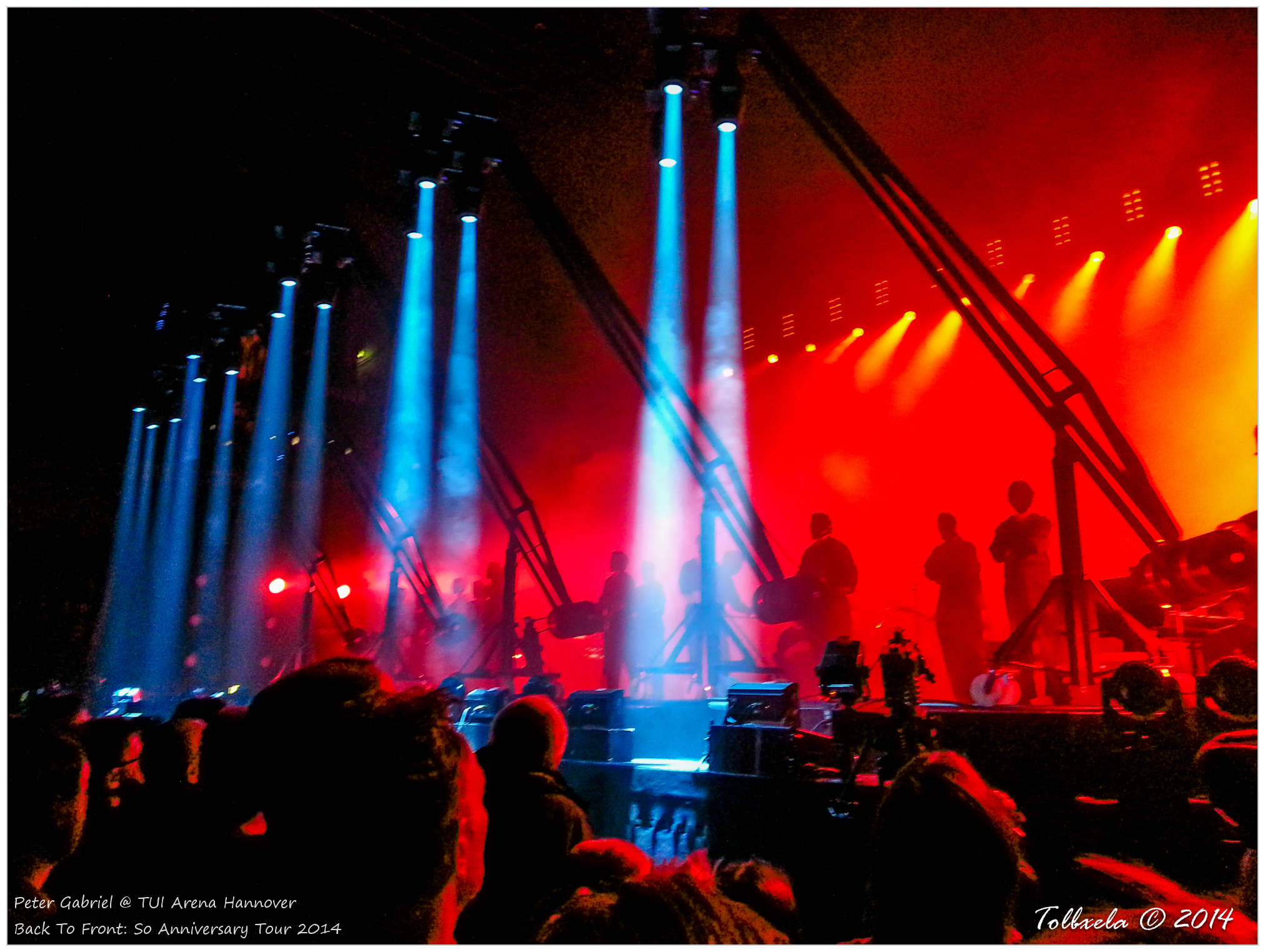
Back to Front Tour, 2014
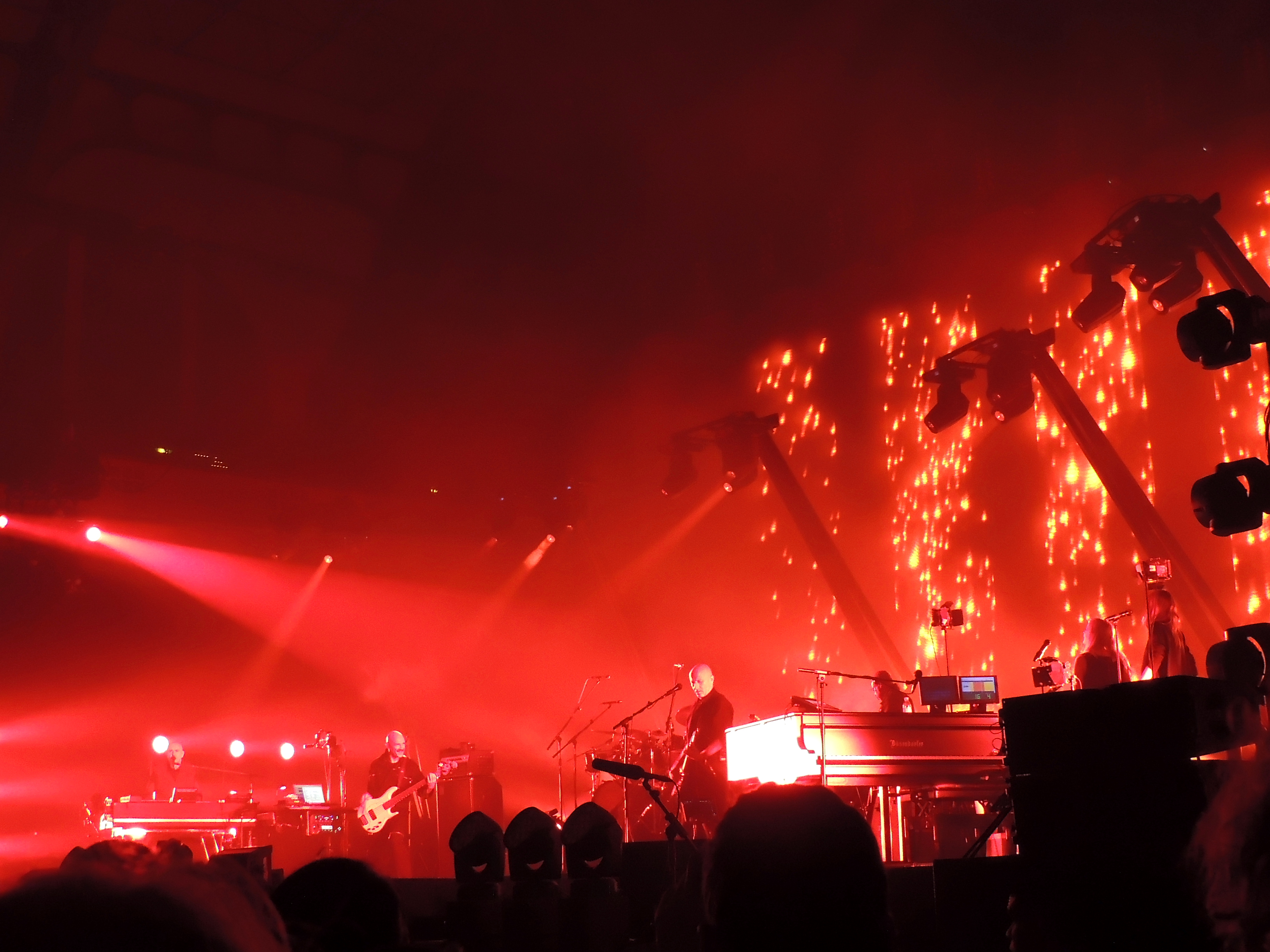
Red Rain, 2014
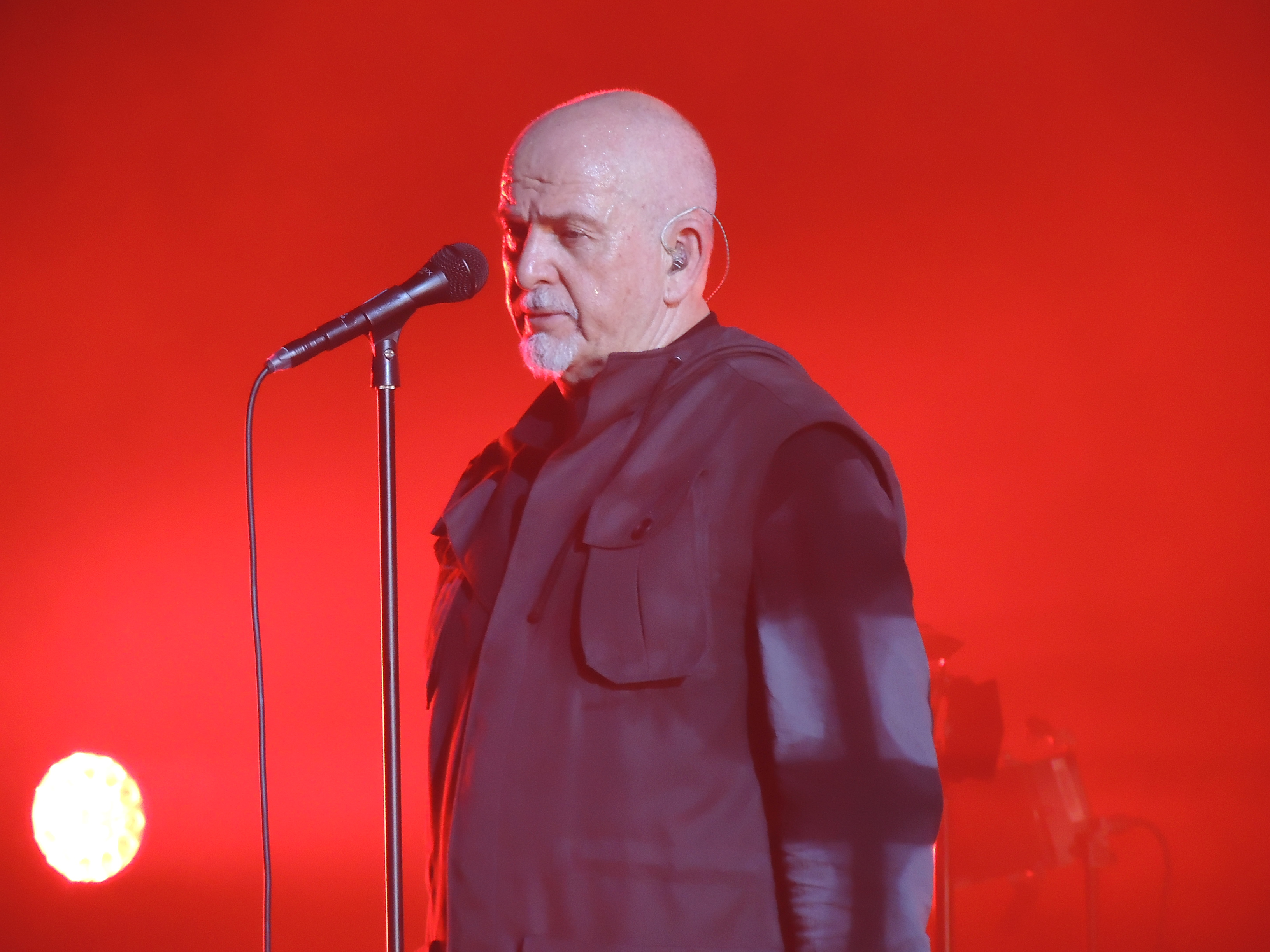
Biko, 2014
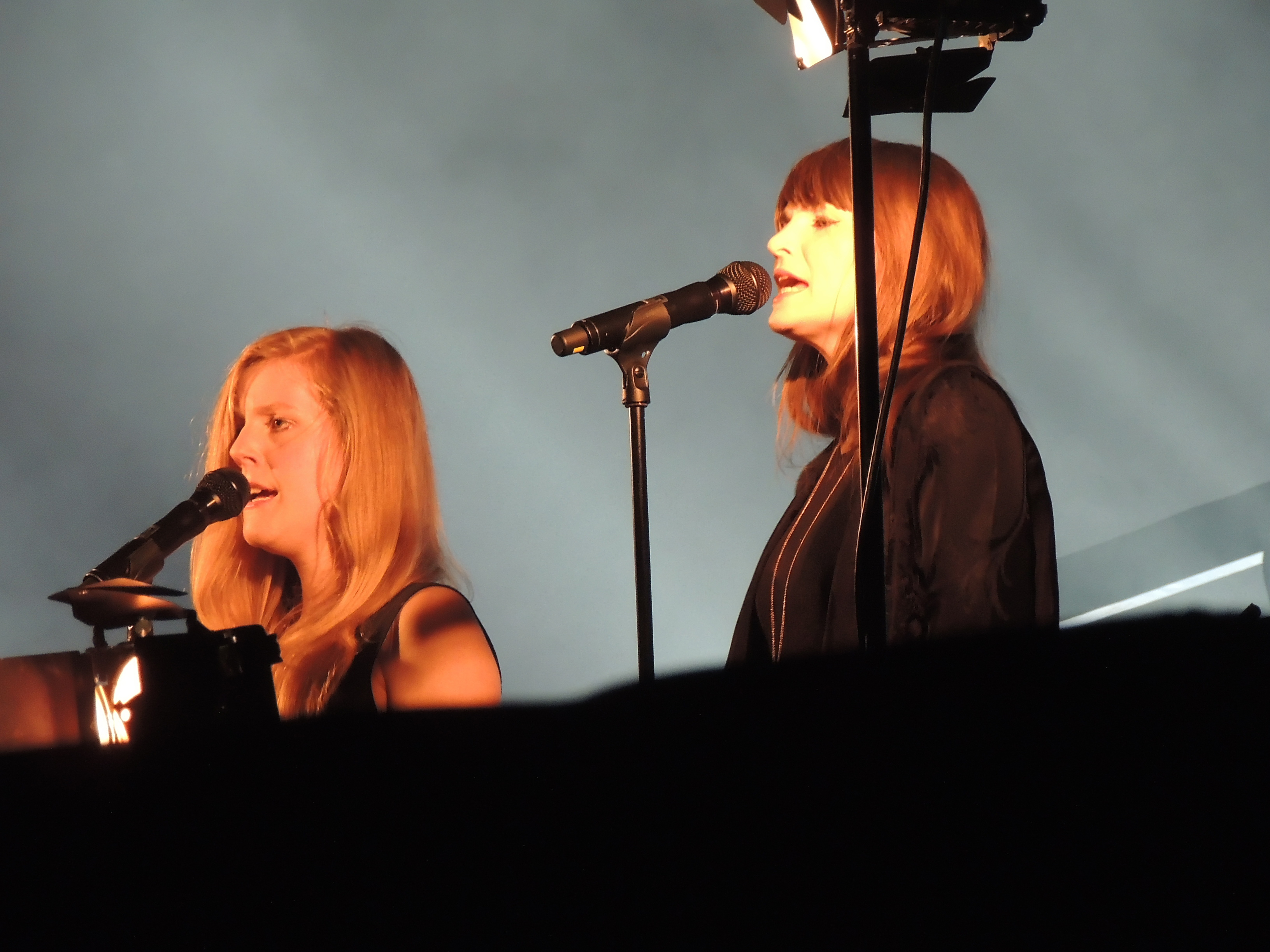
Linnea Olsson und Jennie Abrahamson
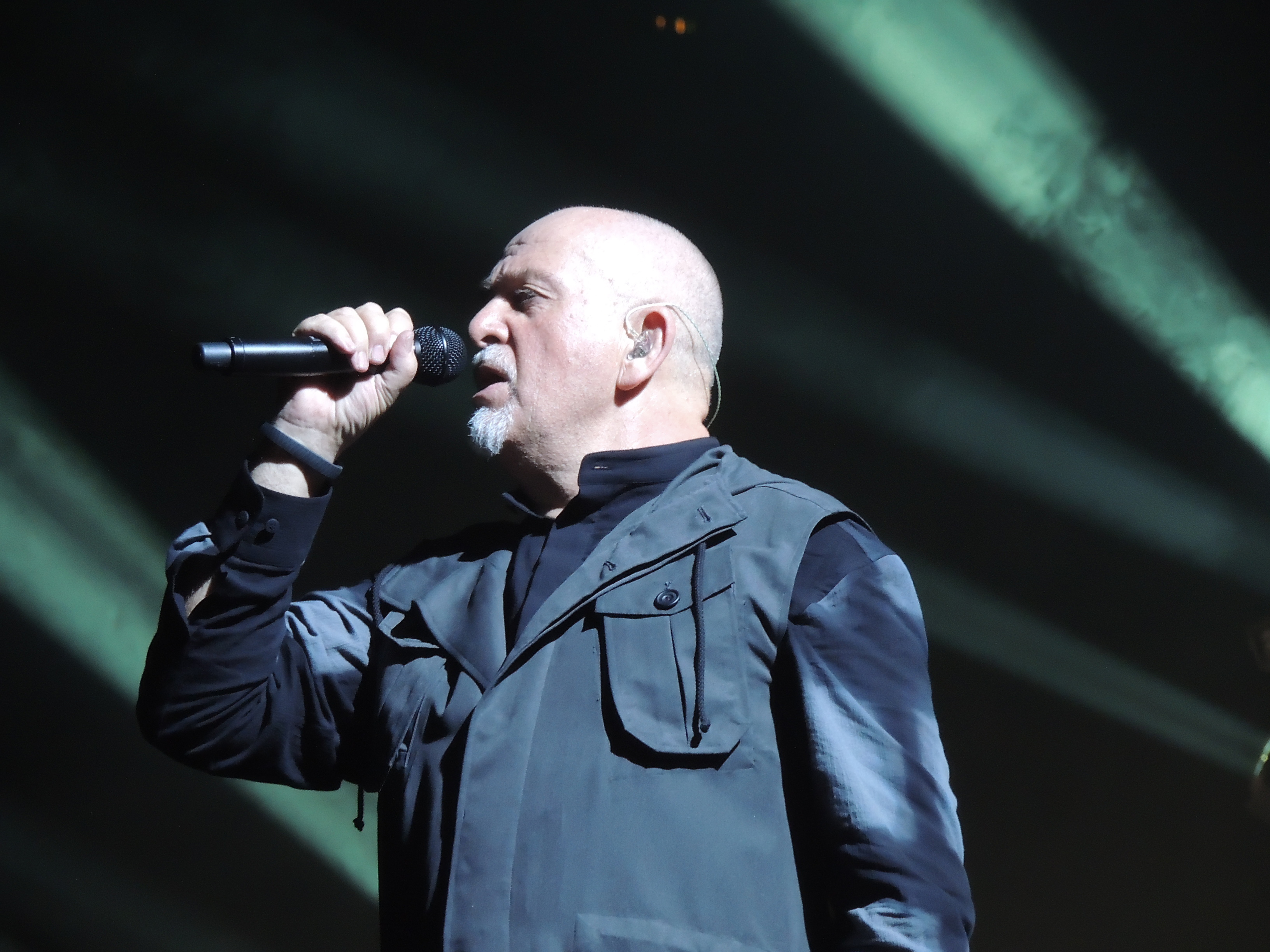
Digging in the Dirt, 2014
The Tower That Ate People, 2014

## Rezeption

### Rezensionen
Dave McKenna von der Washington Post bezeichnete das Konzert am 14. Oktober 2012 in Fairfax als „großartig“.

### Verkaufszahlen
Auf der Rangliste der erfolgreichsten Musiktourneen des Jahres 2012 belegte die Back to Front Tour Platz 97.

## Konzerttermine
| Nr.                 | Datum               | Land                   | Stadt               | Veranstaltungsort                | Besucher                   | Einnahmen           |
| Leg 1 – Nordamerika | Leg 1 – Nordamerika | Leg 1 – Nordamerika    | Leg 1 – Nordamerika | Leg 1 – Nordamerika              | Leg 1 – Nordamerika        | Leg 1 – Nordamerika |
| ------------------- | ------------------- | ---------------------- | ------------------- | -------------------------------- | -------------------------- | ------------------- |
| 1                   | 16. September 2012  | Kanada                 | Québec              | Colisée Pepsi                    | 8.652 / 10.006             | $ 914.352           |
| 2                   | 18. September 2012  | Kanada                 | Montreal            | Centre Bell                      | 11.902 / 11.902            | $ 1.277.415         |
| 3                   | 19. September 2012  | Kanada                 | Toronto             | Air Canada Centre                | 11.267 / 12.159            | $ 1.098.899         |
| 4                   | 21. September 2012  | Vereinigte Staaten     | Philadelphia        | Wells Fargo Center               | 11.773 / 12.809            | $ 1.111.651         |
| 5                   | 23. September 2012  | Vereinigte Staaten     | Wantagh             | Nikon at Jones Beach Theater     | 10.602 / 13.995            | $ 991.035           |
| 6                   | 24. September 2012  | Vereinigte Staaten     | Boston              | TD Garden                        | 5.671 / 9.215              | $ 519.413           |
| 7                   | 26. September 2012  | Vereinigte Staaten     | Auburn Hills        | The Palace of Auburn Hills       | 15.102 / 15.102            | $ 1.383.208         |
| 8                   | 27. September 2012  | Vereinigte Staaten     | Chicago             | United Center                    | 9.886 / 10.863             | $ 967.504           |
| 9                   | 30. September 2012  | Vereinigte Staaten     | Morrison            | Red Rocks Amphitheatre           | 8.631 / 8.631              | $ 787.067           |
| 10                  | 2. Oktober 2012     | Vereinigte Staaten     | San José            | HP Pavilion                      | 6.964 / 7.500              | $ 710.388           |
| 11                  | 5. Oktober 2012     | Vereinigte Staaten     | Las Vegas           | PH Live Showroom                 | 8.807 / 8.807              | $ 898.391           |
| 12                  | 6. Oktober 2012     | Vereinigte Staaten     | Los Angeles         | Hollywood Bowl                   | 15.482 / 17.416            | $ 1.527.290         |
| 13                  | 8. Oktober 2012     | Vereinigte Staaten     | San Diego           | Valley View Casino Center        | 8.140 / 8.140              | $ 803.006           |
| 14                  | 9. Oktober 2012     | Vereinigte Staaten     | Santa Barbara       | Santa Barbara Bowl               | 3.972 / 4.549              | $ 432.182           |
| 15                  | 13. Oktober 2012    | Vereinigte Staaten     | Uncasville          | Mohegan Sun Arena                | 4.150 / 4.497              | $ 379.490           |
| 16                  | 14. Oktober 2012    | Vereinigte Staaten     | Fairfax             | Patriot Center                   | 5.812 / 5.812              | $ 546.621           |
| Leg 2 – Europa      |                     |                        |                     |                                  |                            |                     |
| 17                  | 28. September 2013  | Danemark               | Herning             | Jyske Bank Boxen                 | 10.534 / 11.000            | $ 1.180.143         |
| 18                  | 30. September 2013  | Niederlande            | Amsterdam           | Ziggo Dome                       | 15.507 / 15.756            | $ 1.737.277         |
| 19                  | 1. Oktober 2013     | Belgien                | Brüssel             | Forest National                  | 10.000 / 10.000            | $ 1.120.318         |
| 20                  | 3. Oktober 2013     | Osterreich             | Wien                | Wiener Stadthalle                | 14.858 / 14.858            | $ 1.664.569         |
| 21                  | 5. Oktober 2013     | Serbien                | Belgrad             | Kombank Arena                    | 22.719 / 22.719            | $ 2.545.251         |
| 22                  | 7. Oktober 2013     | Italien                | Mailand             | Mediolanum Forum                 | 12.783 / 12.800            | $ 1.432.102         |
| 23                  | 8. Oktober 2013     | Schweiz                | Genf                | Genf Arena                       | 13.672 / 13.672            | $ 1.531.698         |
| 24                  | 10. Oktober 2013    | Tschechien             | Prag                | O2 Arena                         | 13.621 / 13.621            | $ 992.133           |
| 25                  | 11. Oktober 2013    | Deutschland            | Leipzig             | Arena Leipzig                    | 12.099 / 12.099            | $ 881.273           |
| 26                  | 13. Oktober 2013    | Deutschland            | Stuttgart           | Hanns-Martin-Schleyer-Halle      | 13.196 / 13.196            | $ 961.177           |
| 27                  | 15. Oktober 2013    | Frankreich             | Paris               | Palais Omnisports de Paris-Bercy | 16.530 / 16.530            | $ 1.204.021         |
| 28                  | 16. Oktober 2013    | Deutschland            | Düsseldorf          | ISS Dome                         | 10.948 / 10.948            | $ 797.436           |
| 29                  | 18. Oktober 2013    | Deutschland            | Hamburg             | O2 World Hamburg                 | 12.035 / 12.730            | $ 876.611           |
| 30                  | 19. Oktober 2013    | Deutschland            | Berlin              | O2 World                         | 13.468 / 13.468            | $ 1.060.450         |
| 31                  | 21. Oktober 2013    | Vereinigtes Konigreich | London              | The O2 Arena                     | 22.584 / 27.739            | $ 1.762.780         |
| 32                  | 22. Oktober 2013    | Vereinigtes Konigreich | London              | The O2 Arena                     | 22.584 / 27.739            | $ 1.762.780         |
| 33                  | 24. Oktober 2013    | Vereinigtes Konigreich | Glasgow             | The SSE Hydro                    | 12.369 / 12.369            | $ 1.095.455         |
| 34                  | 25. Oktober 2013    | Vereinigtes Konigreich | Manchester          | Phones 4u Arena                  | 14.057 / 15.105            | $ 913.023           |
| Leg 3 – Europa      |                     |                        |                     |                                  |                            |                     |
| 35                  | 29. April 2014      | Deutschland            | Frankfurt am Main   | Festhalle Frankfurt              | 11.965 / 11.965            | $ 1.102.790         |
| 36                  | 30. April 2014      | Deutschland            | München             | Olympiahalle München             | 12.928 / 12.928            | $ 1.191.548         |
| 37                  | 2. Mai 2014         | Deutschland            | Köln                | Lanxess Arena                    | 15.909 / 15.909            | $ 1.466.301         |
| 38                  | 3. Mai 2014         | Deutschland            | Hannover            | TUI Arena                        | 11.593 / 12.000            | $ 1.068.504         |
| 39                  | 5. Mai 2014         | Slowakei               | Bratislava          | Slovnaft Arena                   | 12.750 / 12.750            | $ 1.175.142         |
| 40                  | 6. Mai 2014         | Ungarn                 | Budapest            | Papp László Budapest Sportaréna  | 19.242 / 19.242            | $ 1.773.497         |
| 41                  | 8. Mai 2014         | Rumänien               | Bukarest            | Romexpo Pavilionul Central       | 15.068 / 15.068            | $ 1.388.788         |
| —                   | 10. Mai 2014        | Ukraine                | Kiew                | Sportpalast Kiew                 | — abgesagt —               | — abgesagt —        |
| 42                  | 12. Mai 2014        | Polen                  | Łódź                | Atlas Arena                      | 15.764 / 15.764            | $ 1.452.937         |
| 43                  | 13. Mai 2014        | Tschechien             | Ostrava             | ČEZ Aréna                        | 11.864 / 11.864            | $ 1.093.482         |
| 44                  | 16. Mai 2014        | Litauen                | Vilnius             | Siemens Arena                    | 12.006 / 12.006            | $ 1.106.570         |
| 45                  | 17. Mai 2014        | Lettland               | Riga                | Arēna Rīga                       | 11.697 / 11.697            | $ 1.078.090         |
| 46                  | 20. Mai 2014        | Finnland               | Helsinki            | Hartwall Arena                   | 11.464 / 12.000            | $ 1.056.615         |
| 47                  | 22. Mai 2014        | Schweden               | Stockholm           | Ericsson Globe                   | 13.929 / 13.929            | $ 1.283.809         |
| 48                  | 23. Mai 2014        | Norwegen               | Oslo                | Oslo Spektrum                    | 8.704 / 8.704              | $ 802.231           |
| 49                  | 25. Mai 2014        | Deutschland            | Berlin              | Berliner Waldbühne               | 22.258 / 22.258            | $ 2.051.476         |
| Leg 4 – Europa      |                     |                        |                     |                                  |                            |                     |
| 50                  | 12. November 2014   | Belgien                | Brüssel             | Palais 12                        | 14.887 / 14.887            | $ 1.161.995         |
| 51                  | 13. November 2014   | Frankreich             | Straßburg           | Zénith de Strasbourg             | 12.425 / 12.425            | $ 1.069.825         |
| 52                  | 15. November 2014   | Frankreich             | Nantes              | Zénith de Nantes Métropole       | 8.845 / 8.845              | $ 761.578           |
| 53                  | 16. November 2014   | Frankreich             | Toulouse            | Zénith de Toulouse               | 8.340 / 8.340              | $ 725.845           |
| 54                  | 18. November 2014   | Schweiz                | Zürich              | Hallenstadion                    | 13.000 / 13.000            | $ 1.456.413         |
| 55                  | 20. November 2014   | Italien                | Turin               | Pala Alpitour                    | 18.555 / 18.555            | $ 1.597.635         |
| 56                  | 21. November 2014   | Italien                | Bologna             | Unipol Arena                     | 14.246 / 14.246            | $ 1.226.619         |
| 57                  | 23. November 2014   | Osterreich             | Graz                | Stadthalle Graz                  | 5.366 / 5.366              | $ 462.027           |
| 58                  | 24. November 2014   | Osterreich             | Salzburg            | Salzburgarena                    | 5.682 / 5.682              | $ 489.235           |
| —                   | 26. November 2014   | Frankreich             | Lyon                | Halle Tony Garnier               | — abgesagt —               | — abgesagt —        |
| 59                  | 28. November 2014   | Vereinigtes Konigreich | Birmingham          | LG Arena                         | 12.271 / 12.271            | $ 1.067.967         |
| 60                  | 30. November 2014   | Vereinigtes Konigreich | Sheffield           | Motorpoint Arena                 | 11.528 / 11.528            | $ 1.003.302         |
| 61                  | 1. Dezember 2014    | Vereinigtes Konigreich | Cardiff             | Motorpoint Arena Cardiff         | 8.420 / 8.420              | $ 732.807           |
| 62                  | 3. Dezember 2014    | Vereinigtes Konigreich | London              | Wembley Arena                    | 13.643 / 13.643            | $ 1.187.374         |
| 63                  | 4. Dezember 2014    | Vereinigtes Konigreich | Newcastle           | Metro Radio Arena                | 8.026 / 8.026              | $ 698.517           |
| 64                  | 7. Dezember 2014    | Vereinigtes Konigreich | Liverpool           | Echo Arena                       | 9.397 / 9.397              | $ 817.837           |
| 65                  | 8. Dezember 2014    | Vereinigtes Konigreich | Aberdeen            | AECC Arena                       | 8.500 / 8.500              | $ 739.770           |
| 66                  | 10. Dezember 2014   | Irland                 | Dublin              | 3Arena                           | 16.915 / 16.915            | $ 1.472.142         |
| Zusammenfassung     | Zusammenfassung     | Zusammenfassung        | Zusammenfassung     | Zusammenfassung                  | 784.980 / 808.143 (97,1 %) | $ 71.866.297        |